# Arte partica

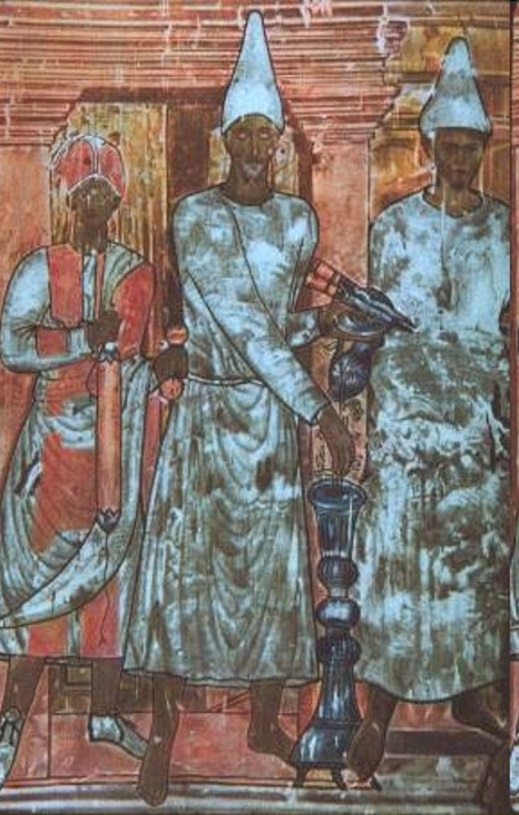
Affresco partico rinvenuto a Dura-Europos.

L'arte partica è l'insieme delle opere d'arte prodotte dalla civiltà partica, che mostra influenze sia persiane che ellenistiche. L'Impero partico esistette dal 247 a.C. al 224 d.C. in quello che corrisponde attualmente al Grande Iran comprendendo anche alcuni territori al di fuori di esso. I siti partici sono spesso trascurati negli scavi. Lo stato della ricerca e delle conoscenze sull'arte partica è di conseguenza ancora molto incompleto. Anche in seguito alla caduta dell'Impero partico, l'arte partica continuò ad esercitare il suo influsso nelle aree circostanti per qualche tempo. Persino, nelle rappresentazioni narrative, gli attori non guardavano all'oggetto della loro azione, ma si riferivano allo spettatore. Queste sono caratteristiche che anticipano l'arte dell'Europa medievale e di Bisanzio.
I siti partici sono spesso trascurati negli scavi, pertanto lo stato della conoscenze e della ricerca nell'arte partica è ancora incompleta. Gli scavi a Dura-Europos nel XX secolo hanno permesso molte nuove scoperte. L'archeologo e direttore degli scavi, Michael Rostovtzeff, si rese conto che l'arte dei primi secoli d.C., a Palmira, a Dura Europos, ma anche in Iran fino all'India Buddhista seguiva gli stessi principi. Chiamò l'insieme delle opere che seguivano questi principi arte partica.

## Trattazione generale
Quella che è ora descritta come arte partica fin dalla fine del XIX secolo, non era nota fino a quel momento. Palmira, da quell'epoca, ha avuto numerose sculture che furono inviate in Europa. Esse raffigurano uomini e donne nei loro abbigliamenti, riccamente adornati con numerosi gioielli, e spesso rappresentano le rovine di una città spesso associata dalle fonti letterarie romaniche in connessione con la Regina Zenobia. Tuttavia, non fu trovato qui nessun termine distintivo per l'arte prodotta, ma esse vennero considerate una mera variante locale dell'arte romana. Gli scavi a Dura Europos, fin dalla scoperta e soprattutto a partire dai primi decenni del XX secolo, ha permesso molte nuove scoperte. L'archeologo e direttore degli scavi, Michael Rostovtzeff, si rese conto che l'arte dei primi secoli d.C. a Palmira, Dura Europos, in Iran seguivano gli stessi principi. Definì queste opere d'arte come arte partica. L'uso diffuso di quest'arte, persino oltre i confini dell'Impero partico, tuttavia, fece porre agli studiosi il problema di se quest'arte andasse definita veramente partica, ciò che viene attualmente affermato nella ricerca, in quanto fu probabilmente influenzata dall'arte della capitale partica Ctesifonte. Nonostante ciò, la designazione di creazioni artistiche dell'Impero partico e le aree limitrofe è incoerente e fonte di controversie. Gli autori spesso evitano il termine arte partica, preferendo invece nominare l'opera d'arte sul piano culturale e politico. Daniel Schlumberger affermò la nozione di arte partica in una delle sue più importanti opere sull'Oriente ellenistico (in originale: L'Orient Hellénisé, apparso in Germania nella serie World of Art). Tuttavia, questo saggio copre non solo l'arte partica, ma anche l'arte greca e dell'Oriente in generale. Hans Erik Mathiesen intitolò la sua opera the Parthian sculpture: Sculpture in the Parthian Empire in cui esamina l'arte da città come Palmira. In modo simile, Trudy S. Kawami chiamò il suo saggio Statues in Iran: Monumental Art of the Parthian period of Iran, mentre il college Malcolm intitolò la sua opera Parthian art clearly as Parthian art per definire rigorosamente i canoni dell'arte partica.
L'arte partica era diffusa su una vasta area corrispondente principalmente al territorio degli odierni Iran e Iraq, e molte tribù differenti. Durò per oltre 400 anni. Da queste condizioni, è chiaro che consistenti differenze regionali nell'arte erano prevedibili, come anche che vi fu uno sviluppo significativo dell'arte partica nel corso dei secoli. Anche se ci sono numerosi esempi di arte partica, comprese quelle riguardanti la corte regale, che sono ben preservate, ci sono lacune negli esempi nel corso dei secoli. Molta dell'evidenza viene dai territori al di fuori della Partia, come le monete di Gondofare, datate intorno al 50 d.C. e rinvenute in India nello stile Partico.

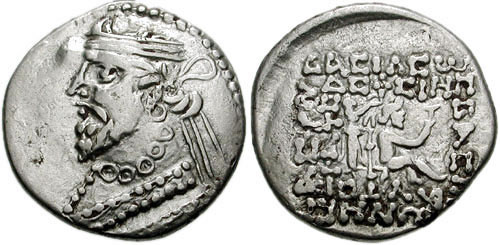
Moneta di Gondofare, presenta un evidente stile partico

L'arte partica è anche presente in Siria, in molte città come Palmira, Edessa e Dura Europos. Non tutti i campioni appartenevano specificamente ai Parti. Al nord, quest'arte sembra essere fiorita in Armenia, anche se di essa poco rimane. Al sud, il Bahrain seguì chiaramente l'arte partica, mentre in Oriente la transizione all'arte di Gandhāra è graduale e pertanto è difficile tracciare una chiara linea di delimitazione. All'inizio della ricerca, che riteneva l'arte greca classica quella ideale, l'arte partica fu spesso etichettata come arte decadente e barbarica. La ricerca recente la vede tuttavia come differenziata. L'arte partica aveva molti metodi e opere creative e originali, ed ebbe influssi soprattutto sull'arte bizantina e sull'arte medievale.
La frontalità dell'arte partica è inusuale per il Medio Oriente e ora sembra essere stata influenzata dalla presenza dell'arte greca, che si diffuse in Oriente a partire dal III secolo a.C. L'arte partica può essere pertanto descritta come una creazione orientale nella quale sono presenti influssi dell'arte ellenistica.